# Океаниды

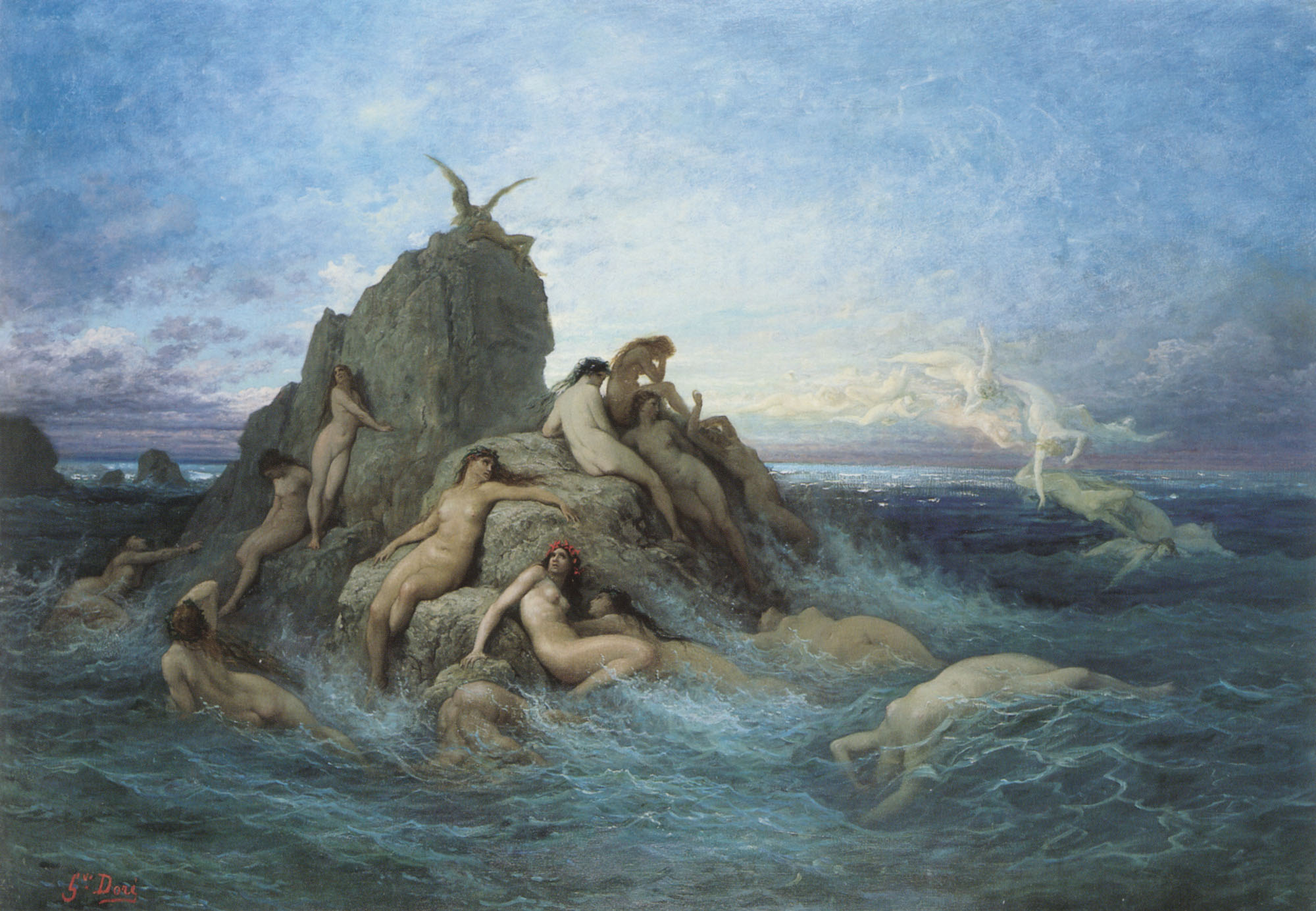
Г. Доре Океаниды, ок. 1869, х., масло, 127 × 185,5 см

Океаниды (др.-греч. Ὠκεανίδες) — в древнегреческой мифологии нимфы, три тысячи дочерей титана Океана и Тефиды. Считалось, что они присматривают за всеми водными потоками на поверхности земли и даже под землёй.
Хотя океаниды очень отличались друг от друга по своим функциям и степени важности в мифологической системе, как правило они ассоциировались с бесчисленными реками южной Европы и Малой Азии, как и их братья — речные потоки.
Одна из самых известных океанид — Стикс, божество знаменитой реки в Аиде (царстве мёртвых).
Другие известные по мифам океаниды: Асия, Гесиона, Диона, Дорида, Каллироя, Климена, Клития, Клония, Лета, Метида, Озомена, Плейона, Персеида, Тихе, Филира, Эвринома и Электра.
Океаниды составляют хор в трагедии Эсхила «Прикованный Прометей».

## Список океанид

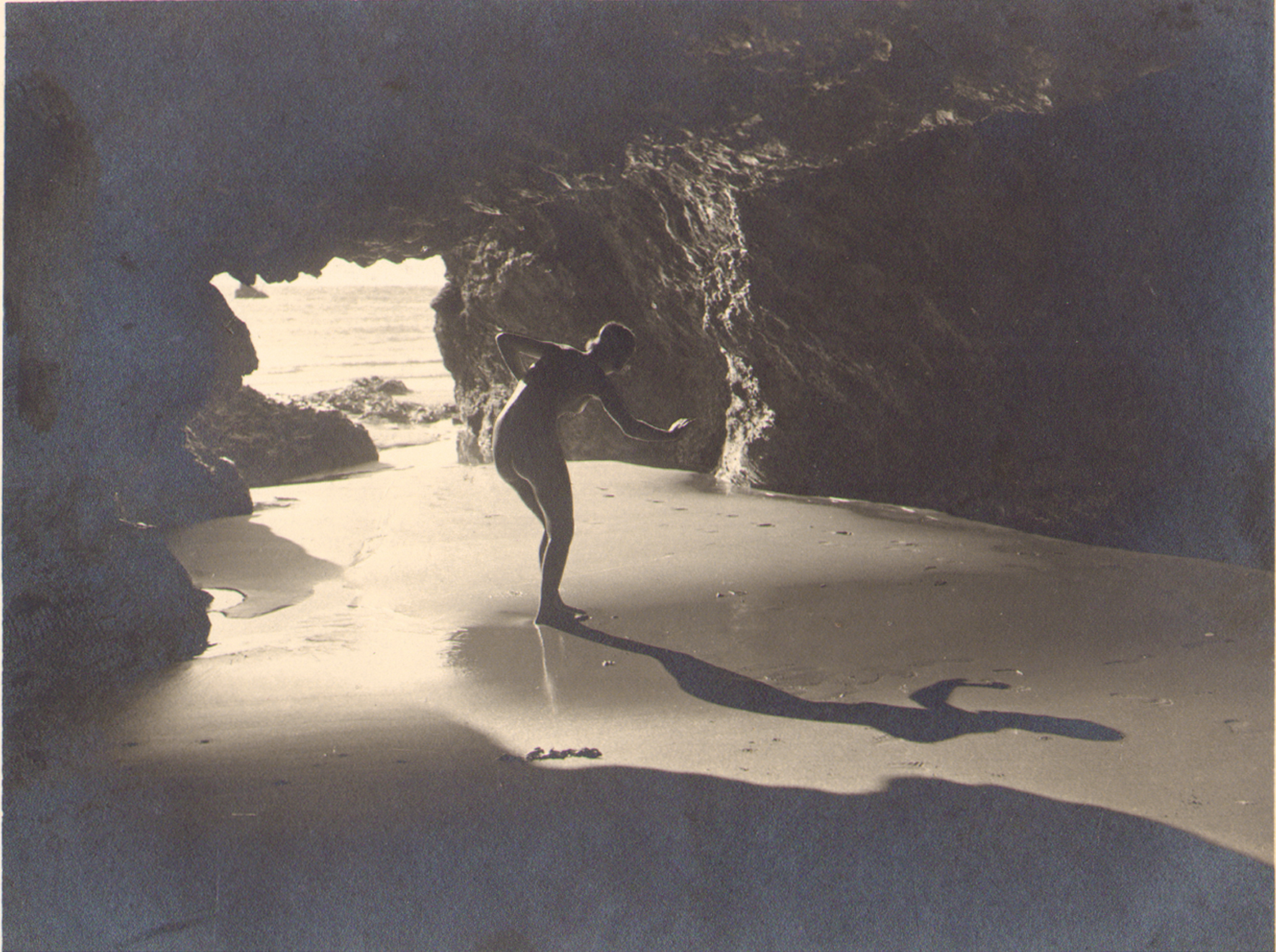
М. Мейс Океанида, 1925

### Океаниды в их перечнях
- Адмета. Океанида[3][4]. Спутница игр Персефоны[5].
- Акаста. Океанида[6]. Спутница игр Персефоны[5].
- Амфиро. Океанида[7].
- Асия (океанида). См. также Климена.
- Бероэ (Бероя). Океанида, у Гигина ошибочно нереида[8][9].
- Галаксавра. Океанида[10]. Спутница игр Персефоны[11].
- Гесиона (океанида).
- Гиппо. Океанида[12].
- Диона (Hes.)[10] (по др. версии — титанида), по версии — возлюбленная Зевса и от него мать Афродиты.
- Дорида (океанида). Океанида, дочь Океана и Тефии[13][14]. Жена Нерея, мать нереид[15].
- Евагореида (Эвагореида). Дочь Океана и Тефии[4].
- Евдора. Океанида[7].
- Европа. Океанида[16]. По версии, дочь Океана и Парфенопы[17].
- Зейксо. Океанида[18].
- Ианира. Океанида[6]. Спутница игр Персефоны[5].
- Ианфа (Ианта). Океанида[13][4]. Спутница игр Персефоны[19].
- Калипсо Океанида[20]. Спутница игр Персефоны[21].
- Керкеида. Океанида[22].
- Кето (en:Ceto (Oceanid)). Океанида. Жена Гелиоса, мать Астриды[23]. См. Климена.
- Климена (океанида).
- Клио (Клейо). Океанида (у Гигина ошибочно нереида)[8][9].
- +Клитеннеста+. Дочь Океана и Тефии[4].
- Клития[24] Океанида[18][4]. По версии, родила от Ээта Медею[25].
- Ксанфа. Океанида[6].
- +Лирида+[26]. Дочь Океана и Тефии[4].
- Мелита. Дочь Океана и Тефии[4].
- Мелобосис. Океанида[27]. Спутница игр Персефоны[28].
- Менесфо. Океанида[16].
- Мениппа. Дочь Океана и Тефии[4].
- Метида (мифология).
- Пасифоя (Пасифая). Океанида[18][4].
- Пейфо. Океанида[3].
- Перса (Персеида).
- Петрея. Океанида[16].
- Плейона (океанида). Дочь Океана. Жена Атланта, мать Плеяд. Родила их в Киллене (Аркадия)[29][30]. Её преследовал Орион[31].
- Плексавра. Океанида[10].
- Плуто. Океанида[32]. Спутница игр Персефоны[21].
- Полидора. Океанида[27].
- Поликсо. Дочь Океана и Тефии[4].
- Примно. Океанида[33].
- Родия (Родеия). Океанида[34]. Спутница игр Персефоны[35].
- Родопа. Океанида[4]. Спутница игр Персефоны[21]. Возлюбленная Эроса[36].
- Телесто (en:Telesto (mythology)). Океанида[20].
- +Тесхинено+. Дочь Океана и Тефии[4].
- Тюхе. Океанида[7]. Спутница игр Персефоны[28].
- Урания. Океанида[13]. Спутница игр Персефоны[11].
- Фоя (Phoe). Океанида[27].
- Хрисеида. Океанида[37]. Спутница игр Персефоны[5].

### Другие океаниды
- Адрастея. По версии, дочь Океана[38]. См. Мифы Крита.
- Алкиноя. Кормилица Зевса. См. Мифы Аркадии.
- Амалфея. По версии, дочь Океана.
- Амимона. См. Бероя.
- Амфитрита.
- Аргия. Жена своего брата Инаха[39]. См. Мифы Арголиды.
- Болба. См. Фракия в древнегреческой мифологии.
- Дайра.
- Евринома.
- Идия. См. Скифия и Кавказ в древнегреческой мифологии.
- Идофея. По версии, дочь Океана. См. Мифы Крита.
- Каллироя. См. Западное Средиземноморье в древнегреческой мифологии.
- Камарина. См. Сицилия в древнегреческой мифологии.
- Кафира. См. Мифы островов Эгейского моря.
- Корифа. См. Мифы Аркадии.
- Креуса. По версии, дочь Океана. См. Мифы Фессалии.
- Лисифея (Лиситея), или Лисифоя. Упоминается Иоанном Лидом. Эпоним X спутника Юпитера.
- Мелибея. См. Мифы Аркадии.
- Мелия. (1) См. Мифы Арголиды.
- Мелия. (2) См. Мифы Беотии.
- Меропа. По версии, океанида. См. Плеяды (мифология).
- Немесида. По версии, океанида.
- Перибея. Мать Авры.
- Персеида. См. Скифия и Кавказ в древнегреческой мифологии.
- Стикс.
- Стилба (версия). См. Мифы Фессалии.
- Филира. См. Мифы Фессалии.
- Электра (океанида).
- Эфира. См. Мифы Коринфа.
- Эфра. Жена Атланта.

## Океаниды в астрономии
- В честь Адметы назван астероид (398) Адмета, открытый в 1894 году
- В честь Адрастеи назван астероид (239) Адрастея, открытый в 1884 году, а также спутник Юпитера Адрастея, открытый в 1979 году
- В честь Амалфеи назван астероид (113) Амальтея, открытый в 1871 году, а также спутник Юпитера Амальтея, открытый в 1892 году
- В честь Амфитриты назван астероид (29) Амфитрита, открытый в 1854 году
- В честь Асии назван астероид (67) Асия, открытый в 1861
- В честь Дионы назван астероид (106) Диона, открытый в 1868 году, а также спутник Сатурна Диона.
- В честь Дориды назван астероид (48) Дорида, открытый в 1857 году
- В честь Европы назван спутник Юпитера Европа, один из Галилеевых спутников.
- В честь Зейксо назван астероид (438) Зеуксо, открытый в 1898 году
- В честь Ианты назван астероид (98) Ианта, открытый в 1868 году
- В честь Калипсо назван спутник Сатурна Калипсо.
- В честь Клитии назван астероид (73) Клития, открытый в 1862 году
- В честь Климены назван астероид (104) Климена, открытый в 1868 году
- В честь Ксанфы назван астероид (411) Ксанта, открытый в 1896 году
- В честь Мелибеи назван астероид (137) Мелибея, открытый в 1874 году
- В честь Метиды назван астероид (9) Метида, открытый в 1848 году, а также спутник Юпитера Метида, открытый в 1979 году.
- В честь Немесиды назван астероид (128) Немезида, открытый в 1872 году, а также гипотетическая звезда сопутствующая Солнцу Немезида
- В честь Пейто назван астероид (118) Пейто, открытый в 1872 году
- В честь Плейоны названа звезда Плейона в скоплении Плеяд.
- В честь Поликсо назван астероид (308) Поликсо, открытый в 1891 году
- В честь Примно назван астероид (261) Примно, открытый в 1886 году
- В честь Родии назван астероид (437) Родия, открытый в 1898 году
- В честь Телесто назван спутник Сатурна Телесто.
- В честь Тюхе назван астероид (258) Тихея, открытый в 1886 году
- В честь Эвриномы назван астероид (79) Эвринома, открытый в 1863 году